# كارل كورتيس
كارل كورتيس (بالإنجليزية: Carl Curtis)‏ هو محامي وسياسي أمريكي، ولد في 15 مارس 1905 في ميندن في الولايات المتحدة، وتوفي في 24 يناير 2000 في لنكن في الولايات المتحدة. حزبياً، نشط في الحزب الجمهوري. وقد انتخب مدعٍ عام لمقاطعة ‏ (1931 – 1934) وانتخب عضو مجلس النواب الأمريكي وانتخب عضو مجلس الشيوخ الأمريكي عن دائرة نبراسكا.